# Ceraclea superba
Ceraclea superba là một loài Trichoptera trong họ Leptoceridae. Chúng phân bố ở miền Cổ bắc.